# BBC Radio
A BBC Radio é um grupo radiofônico britânico da British Broadcasting Corporation.Tendo rádios de 1 a 7 baseados em Londres. Os programas são feitos também em Belfast, Birmingham, Bristol, Cardiff, Glasgow e Manchester. As rádios 1 a 4 Extra transmitem 24 horas por dia.

## Estações

Logotipo da BBC Radio até 2021

### Interestaduais[3]
- BBC Radio 1
- BBC Radio 2
- BBC Radio 3
- BBC Radio 4
- BBC Radio 5 Live
- BBC Radio 6 Music
- BBC Radio 1Xtra
- BBC Radio 4 Extra
- BBC Radio 5 Sports Extra
- BBC Asian Network
- BBC World Service
- BBC Local Radio

### Estaduais[3]
- BBC Radio Scotland
- BBC Radio nan Gàidheal
- BBC Radio Shetland
- BBC Radio Orkney
- BBC Radio Wales
- BBC Radio Cymru
- BBC Radio Ulster
- BBC Radio Foyle